# Batalha do Rio Duyon
A Batalha do Rio Duyon foi um confronto naval que teve lugar perto de Malaca, na península da Malásia, entre as forças portuguesas comandadas por Nuno Álvares Botelho, último grande capitão português do Oriente, e as tropas do Sultanato de Achém.
A frota relativamente modesta dos portugueses alcançou uma vitória tão absoluta sobre os achéns que nem um navio ou homem enviado a conquistar Malaca regressou ao seu país de origem. O sultanato de Peraque, vassalo do sultanato de Achém, desertou para o lado dos portugueses no rescaldo da batalha.

## Contexto
O ataque achém contra Malaca deu-se num contexto de crescente presença de navios da Companhia Holandesa das Índia Orientais (VOC) e da Companhia Inglesa das Índias Orientais (EIC) no Oceano Índico. O sultão Iskandar Muda de Achém procurou por isso conquistar Malaca antes que os holandeses e os ingleses se adiantassem e substituído os portugueses no domínio do mais importante empório comercial do estreito de Malaca.
Estando já os preparativos bastante adiantados, uma frota achém de cem navios foi enviada adiante para assediar a navegação de Malaca e enfraquecer a cidade antes de se dar o ataque final, porém esta foi aniquilada pelos portugueses em 1628 no rio Langat Não obstante este revés, o sultão de Achém prosseguiu com os preparativos para o grande ataque e, no entanto, algumas dúvidas subsistiam entre os seus comandantes: o Lançamane ("almirante"), era contra a campanha projectada depois do revés em Langat. Porém, Marraja, outro comandante experiente, que opinava estarem os portugueses muito enfraquecidos e não só seriam incapazes de resistir a um forte cerco como não lhe parecia provável que recebessem auxílio da Índia. O sultão Iskandar Muda deixou-se convencer pelos argumentos de Marraja, porque era isto que queria ouvir.
Em Malaca, os portugueses suspeitaram dos preparativos dos achéns e enviaram ao Achém um morador distinto - Pêro de Abreu - como embaixador para obter do sultão uma confirmação de umas pazes antes firmadas mas o Abreu foi preso e o tratado de paz desprezado. Ainda conseguiu Pêro de Abreu enviar, da prisão, uma carta a Malaca para dar o aviso do ataque que se avizinhava. Logo o capitão-geral do Mar do Sul António Pinto da Fonseca e o capitão de Malaca mandaram reforçar as defesas da cidade ao mesmo tempo que eram enviados mensageiros a pedir ajuda a Goa mas também ao sultão de Jor, que odiava o sultão de Achém e era por esta altura aliado aos portugueses, com quem comerciava muito.
O capitão-mor do mar de Malaca Francisco Lopes foi enviado para as cercanias de Achém com uma ligeira força de navios indígenas para vigiar e obter informações. Logrou capturar uma embarcação na qual viajava o genro de Iskandar Muda mais alguns príncipes de Achém, em fuga da tirania do sultão; os portugueses obtiveram deles tudo o que precisavam de saber quanto aos preparativos achéns.

## O cerco

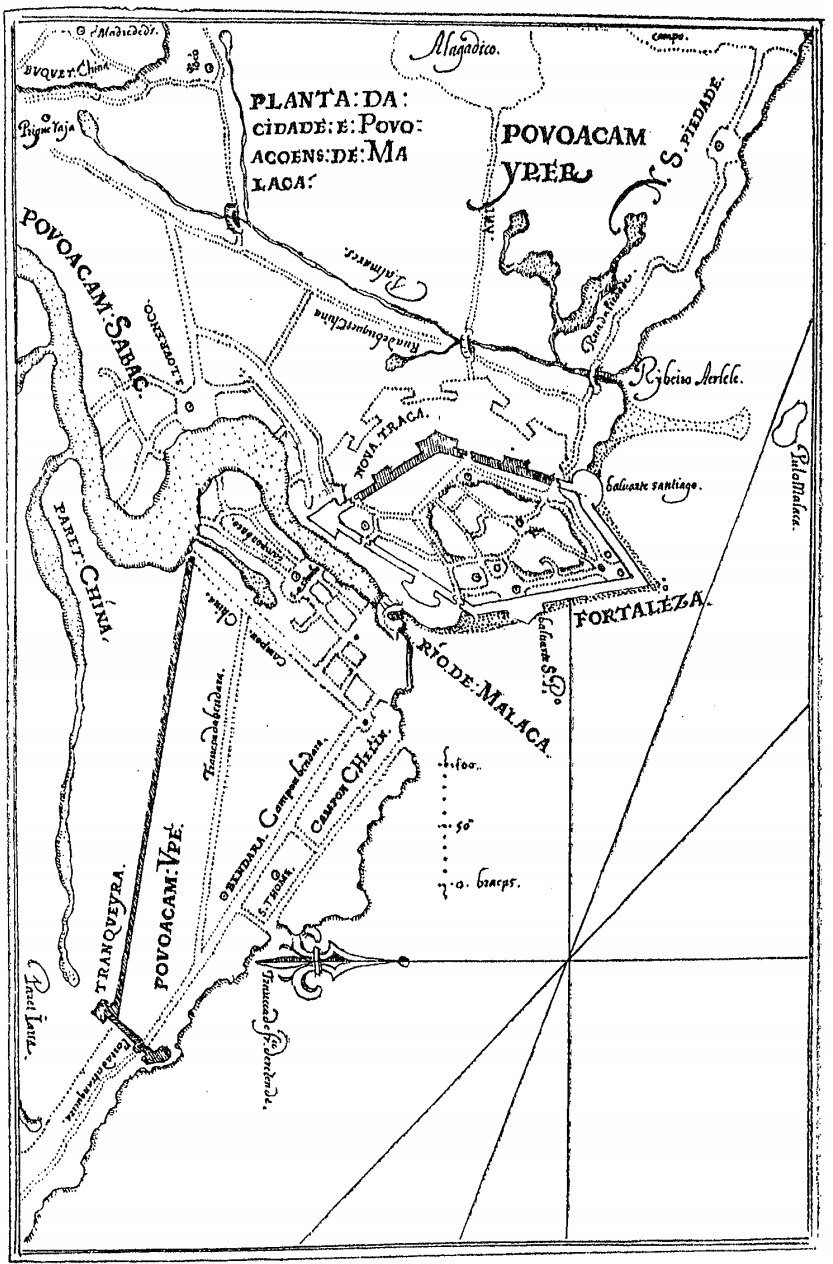
Mapa português de Malaca, de 1604

A grande frota achém surgiu diante de Malaca em inícios de Junho de 1629 e contava 236 navios, dos quais 38 eram grandes galés, semelhantes a galeaças, cada uma com três mastros com gáveas e armadas com peças capazes de disparar pelouros de 20 quilos. Transportava 19,400, abundante artilharia, material de sítio e comandava-a o sultão Iskandar Muda em pessoa. Passados alguns dias porém, o sultão decidiu regressar a casa e entregou o comando da frota a Marraja e o comando-geral a Lançamane.
A vista da armada achém encheu de terror os residentes de Malaca, cuja guarnição se resumia a 260 soldados, a milícia de 120 casados (residentes portugueses adultos) e cerca de 400 auxiliares malaios cristãos. A cidade encontrava-se, felizmente, bem fortificada e abastecida de mantimentos suficientes para resistir a um cerco prolongado. Pouco depois do início do cerco chegaram ainda 2000 guerreiros enviados por terra de Pão pelo sultão de Jor, para ajudar os portugueses.
Temendo ser apanhado de surpresa por uma frota portuguesa de socorro que chegasse da Índia, o Lançamane ancorou os seus navios no rio Duyon, uma légua a sudoeste de Malaca. Sete galés achéns e mais alguns navios pequenos foram deixadas fora do rio, encarregues de interceptar qualquer navio mercante que passasse em direcção a Malaca mas esta táctiva revelou-se ineficaz: o capitão-geral António Pinto da Fonseca colocou navios junto à ilha de Pulo Butum de um lado, e ao Estreito de Singapura do outro, para avisar quaisquer navios da presença da frota achém e de noite o capitão-mor Francisco Lopes escoltava-as para Malaca com recurso a navios ligeiros, iludindo assim a vigilância dos achéns, de maneira que a cidade manteve-se bem abastecida durante o cerco.
A 6 de Junho o Lançamane começou a desembarcar as suas tropas e a abrir caminho por entre a selva até à cidade. O capitão-geral António Pinto da Fonseca executou uma surtida e enfrentou os achéns em campo aberto com cerca de 200 soldados entre portugueses e malaios mas ao fim de uma batalha de seis horas viram-se obrigados a retroceder para as tranqueiras do Outeiro de São João e da Igreja de Nossa Senhora da Piedade ante a grande multidão de inimigos. Ao fim de algumas semanas de cerco os portugueses viram-se obrigados a prescindir das tranqueiras ou defesas exteriores e retirarem-se para trás das muralhas da cidade.

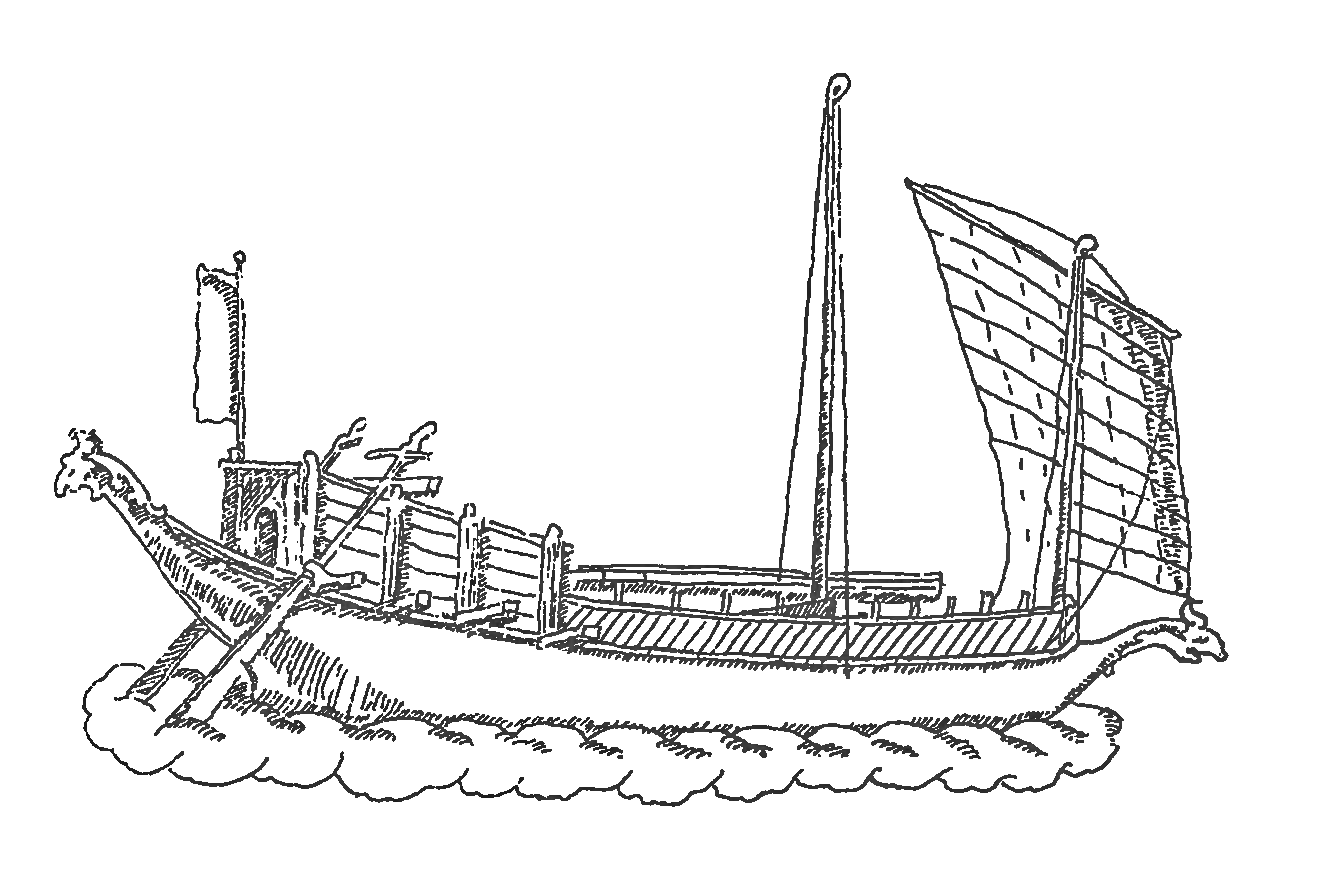
Lanchara de malaios, esboçada por Manuel Godinho de Erédia.

Deflagrou a peste entre os achéns e começaram muitos a morrer. Encorajado pela tomada do convento, o Lançamane decidiu destacar duas galés para informar o sultão de que esperava ocupar Malaca em breve, porém as suas embarcações foram interceptadas pela frota que chegou de Pão nesta ocasião, em número de 60 navios, ao passe que as cinco galés restantes refugiaram-se no rio Duyon. Todos os navios achéns encontravam-se agora dentro do Rio Duyon e assim as linhas de comunicação navais de Malaca ficaram asseguradas, riscando-se de vez a possibilidade da cidade ser vergada pela fome.
Não obstante a superioridade da sua frota sobre a de Jor, o Lançamane optou por ignorá-la e manter-se em terra para preparar um ataque final à cidade.

### A chegada de reforços de Goa

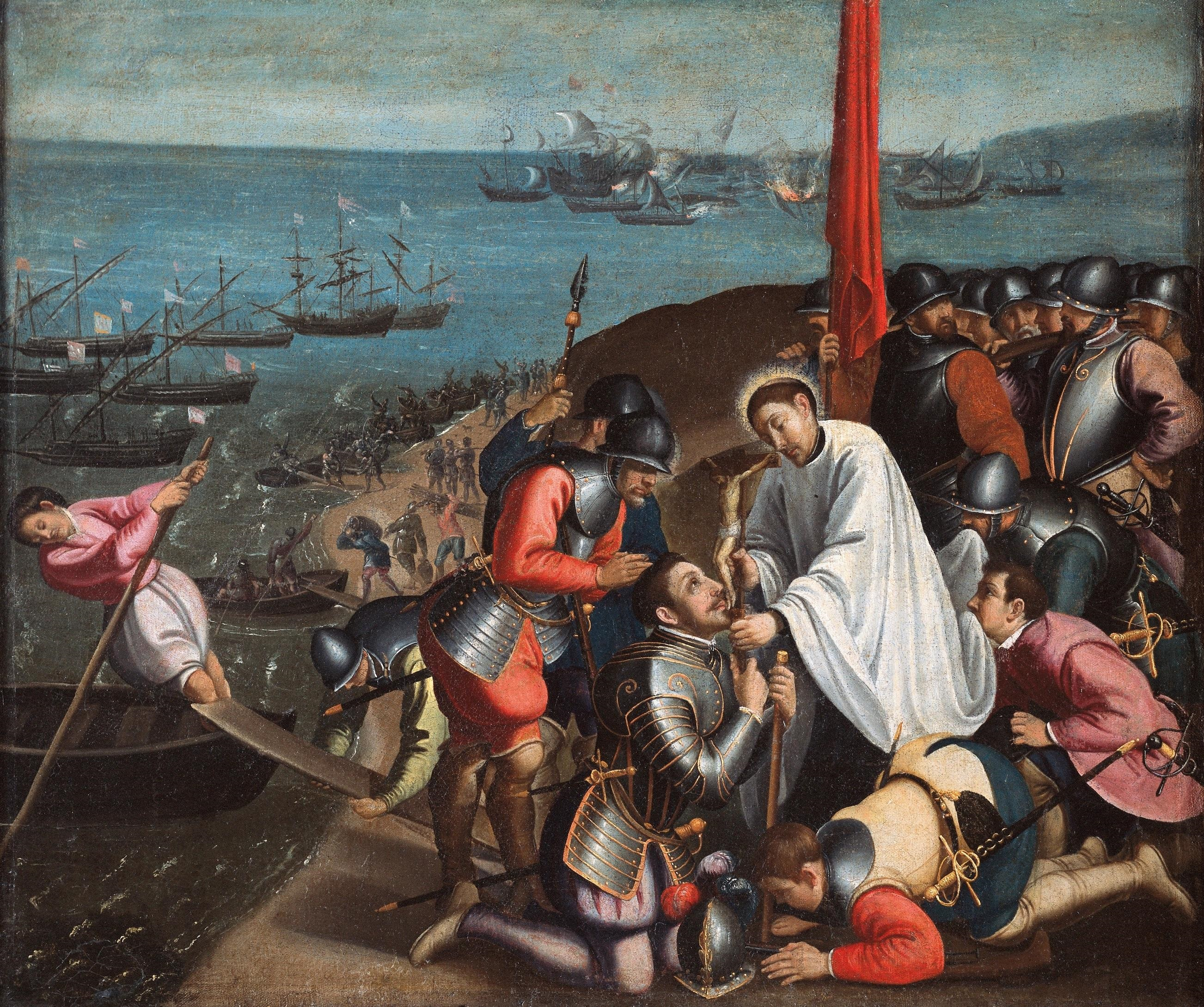
Soldados portugueses em Malaca a combater os achéns, pintura de 1606.

A esta data governava o Estado da Índia o velho Bispo de Cochim D. Luís de Brito, que substituíra o vice-rei D. Francisco da Gama desde que este fora demitido sob a acusação de irregularidades. Depois de receber em Goa o pedido de ajuda chegado de Malaca, o Bispo mandou para lá Miguel Pereira Borralho, que se encontrava a patrulhar a costa de Coromandel, com a sua esquadra de navios ligeiros mas o Bispo faleceu a 29 de Junho. Sucedeu-lhe um conselho governativo composto pelo capitão de Goa Lourenço da Cunha, o chanceler-mor Gonçalo Pinto da Fonseca e o capitão-mor da Armada de Alto Bordo da Índia D. Nuno Álvares Botelho. Voluntarizou-se o Botelho para organizar e chefiar o socorro a Malaca e como era um indivíduo afável, capaz e altamente respeitado entre os portugueses os residentes de Goa contribuiram com entusiasmo para o esforço de socorro com armas, dinheiro e voluntários. D. Nuno também envolveu o seu dinheiro e inclusivamente foi à falência; não obstante ainda ofereceu os seus dois cavalos, os últimos bens de que dispunha, a dois oficiais para ajudá-los e prosseguiu com os preparativos a pé, que fez dele adorado pelos soldados. A 8 de Setembro de 1629 partiu para Malaca 1 bergantim, 5 galeotas e 23 fustas para Malaca com 900 soldados, o que fazia dela a mais poderosa armada que os portugueses enviaram para o sueste asiático desde 1615.
Entretanto, Miguel Borralho chegou a Malaca com 100 soldados a 30 de Setembro, algo que provocou grande regozijo tanto aos sitiados como os achéns, que acharam que àquilo se resumia todo o socorro que naquele ano chegaria a Malaca.

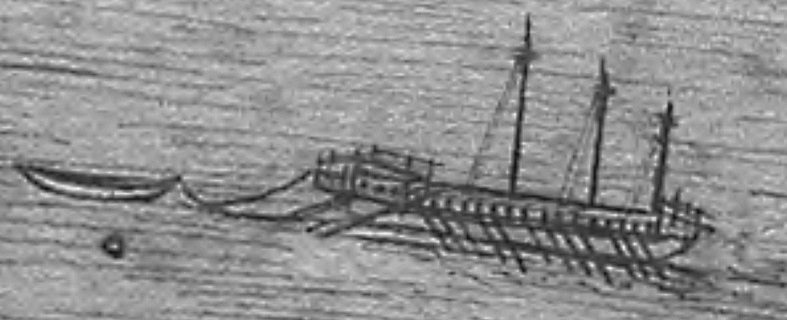
Desenho português de uma grande galé achém de três mastros.

A 21 de Outubro de manhã chegou a Malaca a frota de Nuno Álvares Botelho, de bandeiras desfraldadas, tocando os instrumentos de guerra e saudando a cidade com salvas de artilharia e os gritos das tripulações, a quem a cidade respondeu com entusiasmo repicando os sinos e disparando os canhões. Entre os achéns, porém, o ânimo soçobrou. Depois de ter sido posto ao corrente da situação, Nuno Álvares mandou os seus navios bloquear a foz do Rio Duyon, aos que se juntaram três bergantins e assim os achéns foram encurralados dentro do rio. No dia seguinte, os achéns abandonaram rapidamente o cerco e retiraram-se para os seus navios dentro do rio para os proteger.

### A batalha naval

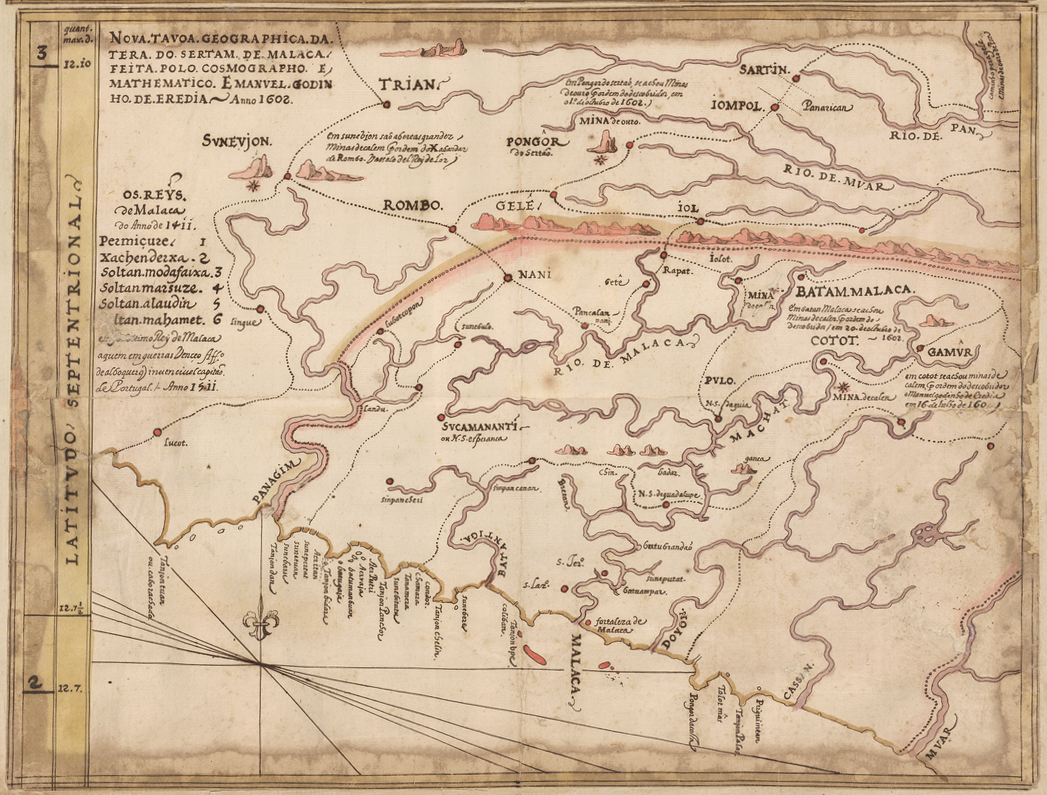
Mapa português da região de Malaca.

Dentro do rio Duyon restavam 136 navios, pois muitos haviam sido desmantelados para construir estacadas armadas com artilharia ao longo das margens. Os navios dos portugueses não podiam entrar devido ao seu calado, ao passo que as fortificações dos achéns eram difíceis de acometer. Mandou Nuno Álvaro Botelho afundar deliberadamente um navio carregado de pedras junto à foz para impedir que a frota achém saísse, ao passo que duas barcaças artilhadas com canhões e protegidas com paveses e mantas de corda bombardeavam-na do lado de fora. Os artilheiros achéns lograram afundar uma das barcaças e foi ela substituída por um bergantim.
Ao Lançamane foi oferecida a paz a 29 de Outubro mas o comandante achém respondeu com um desafio para um duelo, que foi ignorado. Devido à peste, às deserções ou morte em combate já não restavam mais de 4000 achéns capazes de pegar em armas. Em inícios de Novembro os achéns tentaram retirar o navio afundado da foz durante a noite mas foram detectados e obrigados a fugir pelos portugueses, que acorreram ao local em navios ligeiros no meio da escuridão.

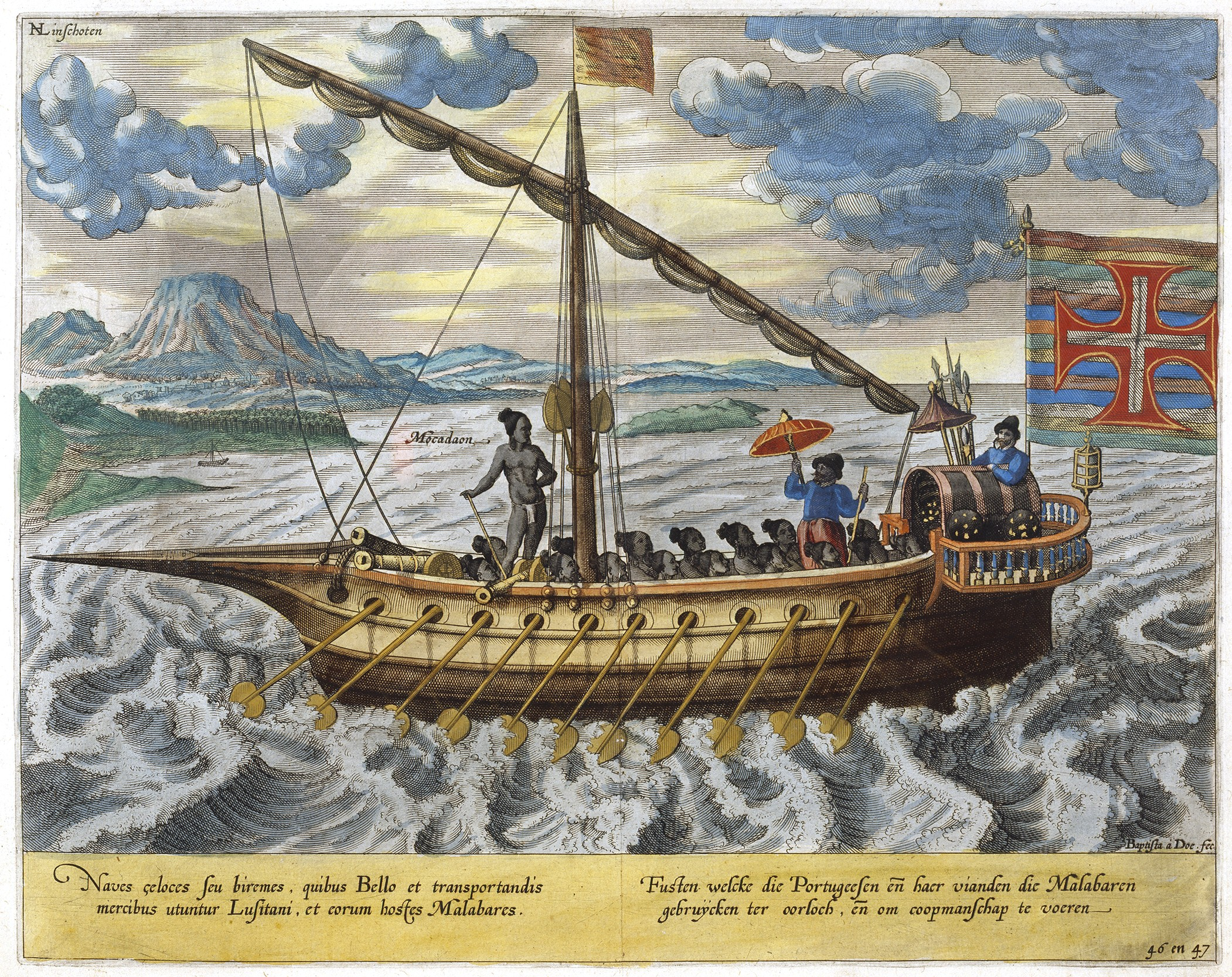
Fusta portuguesa.

Chegada a maré-viva a 8 de Novembro, os achéns tentaram uma derradeira sortida com os seus navios, com a capitânia na dianteira, uma grande galé chamada Espanto do Mundo. O navio-almirante achém embateu contra o navio afundado e viu-se sobre cerrado fogo dos portugueses, que também lançavam bombas de fogo a partir dos seus navios. Não conseguindo furar o bloqueio, os acheirs recuaram para dentro do rio com o seu navio-almirante à toa e em chamas.
A 30 de Novembro morreu Marraja de uma doença ou de uma bala de canhão perdida e nesse mesmo dia juntaram-se aos portugueses uma poderosa frota 160 navios, dos quais 60 eram de Jor e 100 de Patani, com 9000 guerreiros e comandada em pessoa pelo sultão de Jor. Não tomariam qualquer parte nos combates pois ao ser informado da chegada do sultão de Jor o Lançamane enviou o embaixador Pêro de Abreu, que retinha consigo, a pedir a paz aos portugueses.

## Rescaldo

Bandeira da Ordem de Cristo, estandarte naval e de guerra português.

Dado que Nuno Álvares Botelho exigia a rendição incondicional dos achéns, o Lançamane recusou-se a entregar-se, pegou fogo aos seus navios, deixou para trás os feridos e a 6 de Dezembro partiu com as suas tropas para Pão, por terra, para se render ali. Os portugueses capturaram muitos despojos no acampamento achém, que incluiam 30 galés, 170 canhões turcos, portugueses, ingleses e holandeses e milhares de espingardas, entre outras armas. Nuno Álvares Pereira recolheu para si uma cacatua por ter sido informado que tinha sido animal de estimação de Lançamane. Foi o Botelho recebido em triunfo em Malaca com longas festividades. O sultão de Jor foi também recebido em terra com todas as honras. Em Janeiro o Lançamane chegou a Pão mas foi preso e entregue aos portugueses.
O grande navio almirante achém, o Espanto do Mundo, foi capturado, reparado e enviado para Goa como troféu de guerra para ser admirado pela população. O sultão de Peraque, vassalo do sultão de Achém desertou e juntou-se, uma vez mais, aos portugueses como aliado.
A Batalha do Rio Duyon foi dos maiores feitos de armas dos portugueses no Oriente. A batalha revelou-se um confronto decisivo que pôs fim ao agressivo expansionismo achém e iniciou um período de disputas internas e declínio no Achém. Nos anos que se seguiram ao desastre de 1629, a política externa achém, bem como a doutrina teológica sofreu grandes alterações que revelavam uma sociedade em tumulto. O sultão Iskandar Muda faleceu em 1637 e o seu sucessor hesitou em ajudar os holandeses contra os portugueses em Malaca. O curto reinado deste ficou marcado por disputas internas e religiosas. Sucedeu-lhe no trono uma filha de Iskandar Muda que não deu seguimento à política expansionista do seu pai, o qe provavelmente reflete o estado de espírito no Achém após o desastre de 1629.